# Dermeval Gonçalves
Dermeval Gonçalves  (Bragança Paulista, 13 de maio de 1925  — São Paulo, 3 de março  de 2017) foi um empresário brasileiro de imprensa e televisão.

## Biografia
Filho de um carpinteiro e de uma dona de casa, estudou em Bragança Paulista e ainda adolescente se mudou para São Paulo, onde fez pós-graduação na área tributaria e conseguiu emprego como fiscal de Imposto de Consumo, ligado ao Ministério da Fazenda. No Ministério da Fazenda conheceu Silvio Santos e anos mais tarde, esta amizade contribuiria para criação e extensão do SBT. No SBT, trabalhou por 19 anos até se transferir para a TV Record
Entre a década de 1970 e 1990, foi diretor superintendente da TV Record São Paulo, onde viu a transformação da TV Record São Paulo rede nacional, em 1990, no qual participou na montagem das afiliadas. Esteve na transição do controle acionista entre Silvio Santos e Edir Macedo. Conciliou também com a vice-presidência da ABERT.
Dermeval foi responsável por trazer a TV Altiora para Bragança Paulista. No ano de 2010, conseguiu ajudar Monsenhor Lélio Mendes Ferreira, um dos fundadores da rádio O Caminho FM, que vinha sofrendo ataques políticos. Com a morte do monsenhor, assumiu a rádio.

## Vida pessoal
Dermerval foi casado por 65 anos com Adenyr Espósito Gonçalves, sendo pai de três filhos: Carlos Eduardo, Luís Antonio e Júnior, este ultimo já falecido.